# Ho-oh
Ho-oh (japanski: リザードン Ho-oh) jedan je od 1025 fiktivnih vrsta Pokémona iz medijske franšize Pokémon, skupa Pokémon videoigara, animiranih serija, manga stripova, knjiga, igraćih karata i drugih medija kojima je tvorac Satoshi Tajiri. Svrha je Ho-oha u videoigrama, animiranoj seriji i manga stripovima, kao i svrha ostalih Pokémona, borba s divljim Pokémonima – neukroćenim stvorenjima koje igrači i likovi pronalaze dok kreću na razne avanture – i pripitomljenim Pokémonima drugih Pokémon trenera.
Ho-oh je veoma rijedak pokemon za kojeg se smatra da je nestao prije tri stoljeća. On je legendarni pokemon koji je veoma dobar i ima dobru tehniku.